# Merrick (roman)
Pour les articles homonymes, voir Merrick.
Merrick (titre original : Merrick) est un roman paru en 2000 qui réunit la Saga des sorcières et les Chroniques des vampires, les deux chefs-d'œuvre d'Anne Rice. Les personnages principaux sont Merrick Mayfair (sorcière), David Talbot (vampire), Louis de Pointe du Lac (vampire) et Claudia (vampire morte dans le premier tome des Chroniques des vampires).
L'histoire tourne autour de ces trois personnages, à savoir : la relation entre David et Merrick et leur histoire passée, la relation naissante entre Louis et Merrick, et la volonté de Louis de revoir Claudia grâce aux sortilèges vaudous.

## Résumé
Merrick, parente pauvre du clan des Mayfair, issue d'une branche afro-américaine de la famille, descendante de sorcières qu'elle connaissait à peine, était venue voir, vingt ans plus tôt, le Talamasca, s'aventurant dans la maison mère de Louisiane pour dire : « J'ai entendu parler de vous et j'ai besoin de votre aide. Je vois des choses. Je sais parler avec les morts. »
Or justement Louis de Pointe du Lac a désespérément besoin de ce talent particulier. Il sombre peu à peu dans la folie et la détresse ayant appris que le fantôme de sa « fille », Claudia, ne parvient pas à trouver la paix de l'âme.
Étrangement, la rencontre entre le vampire et la sorcière d'une beauté exceptionnelle prend l'allure d'un coup de foudre. 